# Marco Franceschetti
Marco Franceschetti (Milano, 19 gennaio 1967) è un allenatore di calcio ed ex calciatore italiano, di ruolo difensore.

## Carriera

### Giocatore

Franceschetti (in piedi, quarto da sinistra) nella formazione Primavera del Milan nella stagione 1984-1985

Cresciuto nelle giovanili del Milan, dopo aver militato nella categorie inferiori con Pro Vercelli, Legnano e Pergocrema, nel 1991 è approdato al Padova, con la quale ha ottenuto la promozione in Serie A, debuttandovi il 25 settembre 1994. Segna il suo primo gol in massima serie il 5 marzo 1995, al 17' del secondo tempo di Padova-Napoli, con un potente diagonale al volo. La partita termina poi 2-0, con seconda rete realizzata su calcio di rigore da Longhi.
Successivamente è passato alla Sampdoria, acquistato per 4 miliardi di lire, con cui ha disputato quattro stagioni in Serie A; in seguito ha giocato nel Verona, nel Treviso e nella Fiorentina.

### Allenatore
Ha ottenuto il patentino di Prima Categoria per poter allenare tra i professionisti. Nella stagione 2003-2004 ha fatto da secondo a Gregucci al Venezia.
Trasferitosi nell'Alto Verbano, sul Lago Maggiore, ha aperto nel 2005 una scuola calcio a Maccagno, nel Varesotto dove abita, la "FranceSport Maccagno".

## Palmarès

### Giocatore

#### Competizioni giovanili
- Coppa Italia Primavera: 1

Milan: 1984-1985